# The Passing (film 1912)
The Passing è un cortometraggio muto del 1912 diretto da George Nichols.

## Produzione
Il film fu prodotto dalla Thanhouser Film Corporation. Venne girato alla fine del 1911.

## Distribuzione
Distribuito dalla Motion Picture Distributors and Sales Company, il film - un cortometraggio in una bobina - uscì nelle sale cinematografiche statunitensi il 2 gennaio 1912.